# 美國民事訴訟程序
美國民事訴訟程序（Civil procedure in the United States）包括管轄美国联邦法院程序、50個美国各州法院系统及美国联邦领地法院等的民事程序規則。美国的民事訴訟程序與美國刑事訴訟程序不同。與美國的許多法律一樣，民事訴訟程序並未在其憲法中保留給聯邦政府運作之權限。因此，美國每個州都可以獨立於其姐妹州、以及聯邦法院系統而自由運作其自己的民事訴訟制度。

## 司法管轄區

### 州民事訴訟程序規則或準則
請注意，這幾州的審判法院其民事訴訟程序規則沒有單一的或成組的法典：特拉华州、马里兰州、新罕布什尔州、新墨西哥州、羅德島州及华盛顿州。其它各州的民事訴訟程序規則或準則如下所列。
- 阿拉巴馬州民事訴訟程序規則（英语：Alabama Rules of Civil Procedure）
- 阿拉斯加州民事訴訟程序規則（英语：Alaska Rules of Civil Procedure）
- 亞利桑那州民事訴訟程序規則（英语：Arizona Rules of Civil Procedure）
- 阿肯色州民事訴訟程序規則（英语：Arkansas Rules of Civil Procedure）
- 加州民事訴訟程序規則（英语：California Code of Civil Procedure）
- 科羅拉多州民事訴訟程序規則（英语：Colorado Rules of Civil Procedure）
- 康乃狄克州法律執行書（英语：Connecticut Practice Book）
- 特拉華州民事訴訟程序（英语：Delaware civil procedure）
- 佛羅里達州民事訴訟程序規則（英语：Florida Rules of Civil Procedure）
- 喬治亞州民事訴訟程序（英语：Georgia civil procedure） (喬治亞州官方法典註解（英语：Official Code of Georgia Annotated），標題9(Title 9)，民事實行(Civil Practice))
- 夏威夷州民事訴訟程序規則（英语：Hawaii Rules of Civil Procedure）
- 愛達荷州民事訴訟程序規則（英语：Idaho Rules of Civil Procedure）
- 伊利諾州民事訴訟程序規則（英语：Illinois Code of Civil Procedure）
- 愛荷華州民事訴訟程序規則（英语：Iowa Rules of Civil Procedure）
- 堪薩斯州民事訴訟程序規則（英语：Kansas Rules of Civil Procedure） (enacted as Article 2 of Chapter 60, K.S.A.)
- 肯塔基州民事訴訟程序規則（英语：Kentucky Rules of Civil Procedure）
- 路易斯安那州民事訴訟程序規則（英语：Louisiana Code of Civil Procedure）
- 緬因州民事訴訟程序規則（英语：Maine Rules of Civil Procedure）
- 馬里蘭州民事訴訟程序（英语：Maryland civil procedure）
- 麻薩諸塞州民事訴訟程序規則（英语：Massachusetts Rules of Civil Procedure）
- 密歇根州民事訴訟程序（英语：Michigan civil procedure） (Chapter 2, Michigan Court Rules)
- 明尼蘇達州民事訴訟程序規則（英语：Minnesota Rules of Civil Procedure）
- 密西西比州民事訴訟程序規則（英语：Mississippi Rules of Civil Procedure）
- 密蘇里州民事訴訟程序（英语：Missouri civil procedure） (Rules 41 to 129 of the Missouri Supreme Court Rules)
- 蒙大拿州民事訴訟程序（英语：Montana civil procedure） (Title 25, Montana Code Annotated)
- 內布拉斯加州民事訴訟程序（英语：Nebraska civil procedure） (Chapter 25, Nebraska Revised Statutes)
- 內華達州民事訴訟程序規則（英语：Nevada Rules of Civil Procedure）
- 新罕布什爾州民事訴訟程序（英语：New Hampshire civil procedure）
- 新澤西州民事訴訟程序（英语：New Jersey civil procedure） (Part IV of the New Jersey Rules of Court)
- 新墨西哥州民事訴訟程序（英语：New Mexico civil procedure）
- 紐約州民事執行法與規則(CPLR)
- 北卡羅來納州民事訴訟程序規則（英语：North Carolina Rules of Civil Procedure） (enacted as Chapter 1A, 北卡羅來納州一般法規（英语：North Carolina General Statutes）)
- 北達科他州民事訴訟程序規則（英语：North Dakota Rules of Civil Procedure）
- 俄亥俄州民事訴訟程序規則（英语：Ohio Rules of Civil Procedure）
- 俄克拉何馬州民事訴訟程序（英语：Oklahoma civil procedure） (Title 12, Oklahoma Statutes)
- 俄勒岡州民事訴訟程序規則（英语：Oregon Rules of Civil Procedure）
- 賓夕法尼亞州民事訴訟程序規則（英语：Pennsylvania Rules of Civil Procedure）
- 羅德島州民事訴訟程序（英语：Rhode Island civil procedure）
- 南卡羅來納州民事訴訟程序規則（英语：South Carolina Rules of Civil Procedure）
- 南達科他州民事訴訟程序（英语：South Dakota civil procedure） (Chapter 15-6, South Dakota Codified Laws)
- 田納西州民事訴訟程序規則（英语：Tennessee Rules of Civil Procedure）
- 德州民事訴訟程序規則（英语：Texas Rules of Civil Procedure）
- 猶他州民事訴訟程序規則（英语：Utah Rules of Civil Procedure）
- 佛蒙特州民事訴訟程序規則（英语：Vermont Rules of Civil Procedure）
- 弗吉尼亞州民事訴訟程序（英语：Virginia Civil Procedure） (弗吉尼亞州最高法院規則第三部分)
- 華盛頓州民事訴訟程序（英语：Washington civil procedure）
- 西弗吉尼亞州民事訴訟程序（英语：West Virginia civil procedure）
- 威斯康辛州民事訴訟程序（英语：Wisconsin civil procedure） (Chapters 801 to 847, Wisconsin Statutes)
- 懷俄明州民事訴訟程序規則（英语：Wyoming Rules of Civil Procedure）

### 聯邦區民事訴訟程序規則
- 華府高等法院民事訴訟程序規則（英语：D.C. Superior Court Rules of Civil Procedure）

### 管轄領土民事訴訟程序規則
- 關島民事訴訟程序規則（英语：Guam Rules of Civil Procedure）
- 波多黎各民事訴訟程序規則（英语：Puerto Rico Rules of Civil Procedure）

## 參閱1
- 民事訴訟法

## 外部連結
- The United States Federal Rules of Civil Procedure at the United States Courts Official Website （页面存档备份，存于）